# Klara Schabrod
Klara Schabrod, geboren als Klara Karoline Wilhelmine Emilie Matthies (* 18. Januar 1903 in Hannover; † 28. März 1999 in Düsseldorf), war eine deutsche Antifaschistin und Kommunistin. Sie schrieb ihrem Verlobten Karl Schabrod über zehn Jahre lang Briefe ins Zuchthaus, nachdem er 1934 zu lebenslanger Freiheitsstrafe verurteilt worden war. In ihren Briefen erzählte sie ihm von unmittelbar Erlebtem, dem Zweiten Weltkrieg und seinen Folgen.

## Leben
Aufgewachsen ist sie in Hannover mit ihren Eltern – die Mutter eine Schneiderin, der Vater ein Briefträger – und drei Geschwistern. Nach ihrem Besuch an einer Bürgerschule begann sie im Alter von 15 Jahren als Dienstmädchen zu arbeiten. Bevor sie 1927 nach Düsseldorf zog, war sie als Lehrkraft für Nadelarbeit an der Stadtschule Rodenberg tätig.

### Parteiaktivitäten
Im Jahr 1927 trat sie der Kommunistischen Partei Deutschlands (KPD) bei. Vor Ort war sie drei Jahre später im Literaturvertrieb der KPD beschäftigt, um dort die Frauenarbeit im Bezirk Niederrhein zu übernehmen. Von 1930 bis 1933 trat sie vermehrt auf KPD-Versammlungen auf und übernahm die Rolle als Rednerin. In der Zeit von Novembers 1931 bis März 1932 war sie im Vertrieb der Arbeiter-Illustrierte-Zeitung in Stettin angestellt und kehrte letztlich nach Düsseldorf zurück.

### Privatleben
Am 1. Januar 1933 ging sie die Verlobung mit Karl Schabrod ein, einem Politiker, der sich als kommunistischer Widerstandskämpfer verstand. Dieser wurde am 28. Februar 1933 verhaftet und später in das Konzentrationslager Börgermoor gebracht. Nach seiner Freilassung folgte von Juli 1934 bis Mai 1945 „lebenslängliche“ Inhaftierung im Zuchthaus Werl, die politische Gründe hatte. Am 26. Mai 1945 heirateten Klara und Karl in Perleberg, ihrem Wohnort seit 1942. Im September desselben Jahres kehrten Klara und Karl Schabrod mit dem Sohn zurück nach Düsseldorf.

### Vorgehen gegen den Nationalsozialismus
Inspiration während ihrer politischen Laufbahn fand sie mithilfe des Buches Die Frau und der Sozialismus von August Bebel, das sich einer gesellschafts- und kulturkritischen Untersuchung widmete und äußerst populär wurde. Als Zeitzeugin des Ersten Weltkrieges war ihr bewusst, welche schwerwiegenden Folgen Krieg mit sich bringe, und positionierte sich klar gegen den Nationalsozialismus. Ihren Widerstand gegen den Nationalsozialismus begründete sie damit, einen Zweiten Weltkrieg verhindern zu wollen und setzte sich zusätzlich für das Recht der Frauen ein. Als Mitglied der KPD lebte sie längere Zeit in Düsseldorf, einer Stadt, die in den 1930er Jahren als Schwerpunkt kommunistischer Gesinnung galt. Ihre Partei setzte sich in den Jahren 1930 und 1932 als stärkste Partei durch und wurde auch 1933 noch von aktiven Kommunisten und Kommunistinnen wie Klara Matthies unterstützt.
Im Zuge des Nationalsozialismus wurde die KPD verboten und somit eine Unterstützung erschwert. Um die verbotene Partei weiterhin finanziell zu unterstützen, übernahm Klara die Kassierung bei Mitgliedern in den zwei Düsseldorfer Stadtteilen Derendorf und Unterrath. Weiblicher Widerstand erfolgte während dieser Zeit auf unterschiedlicher Weise, sei es das Verteilen von Flugblättern, Quartiersbeschaffung für Illegalisierte, Gestaltung von Tarnvereinen für die politische Untergrundarbeit oder auch das Sammeln von Geld für die illegale Arbeit.
Mentale Unterstützung erfuhr auch ihr Verlobter Karl Schabrod während seiner zehnjährigen Haftstrafe durch Klara Matthies. Diese sandten sich knapp 200 Briefe. Abgesehen davon, dass Klara ihren Verlobten besuchte, unternahm sie auch mehrere Versuche, ihn aus der Haft zu befreien.

### Haft
Am 26. Juni 1933 wurde Matthies wegen „kommunistischer Umtriebe“ und „staatsfeindlicher Betätigung“ festgenommen. Etwa zehn SS-Männer kamen gegen 22 Uhr in ihre Wohnung und durchsuchten diese nach den Marken, die sie für die Unterstützung der KPD verkaufte. Trotz fehlender Beweismittel wurde sie inhaftiert. Der Sohn wurde ihr weggenommen und an eine im gleichen Haus lebende Familie mit nationalsozialistischer Gesinnung übergeben. Anschließend wurde sie als erste Frau in den SS-Keller in der Königsallee 21–23 gebracht, wo man sie folterte. Nachdem sie keinerlei Informationen über ihre illegale politische Arbeit preisgegeben hatte, brachte man sie am folgenden Tag ins Frauengefängnis auf der Ulmer Höh. Während ihrer Inhaftierung konnten keine traghaften Informationen erlangt werden, sodass sie am 21. Oktober 1933 wieder aus der „Schutzhaft“ entlassen wurde. Nach Aufkommen erneuter Vorwürfe gegen sie und ihren Bruder wurde sie am 31. Mai 1935 erneut für fünf Tage festgenommen, letztlich aber mangels Beweisen wieder freigelassen.

### Engagement nach Ende des Zweiten Weltkriegs
Weiterhin leistete sie Aufklärungsarbeit, indem sie öffentlich über den Nationalsozialismus sprach und die Arbeit von Frauen betonte, die Widerstand leisteten. Mittels Aufklärung und Gedenken an die Opfer des Nationalsozialismus sollten die Menschen sensibilisiert und ein Wiederholen der NS-Zeit verhindert werden. Ihr Engagement widmete sie der Gründung des überparteilichen Frauenausschusses in Düsseldorf. Zusätzlich war sie im Düsseldorfer Schulausschuss und in Schulpflegschaften tätig, in der Frauen- und Friedensbewegung aktiv und betonte ihr Anliegen gegen das Wiederaufrüsten der Atombombe.
Klara Schabrod starb am 28. März 1999 mit 96 Jahren.